# Анна Андерсон
Анастаси́я Чайко́вская (в замужестве — Манахан), более известная как А́нна А́ндерсон (16 декабря 1896 — 12 февраля 1984, Шарлотсвилл, Виргиния, США) — наиболее известная из женщин, выдававших себя за великую княжну Анастасию, дочь последнего российского императора Николая II, которая, по общепринятому мнению, была расстреляна вместе со своей семьёй 17 июля 1918 года большевиками в Екатеринбурге. На протяжении многих лет страдала психическим расстройством.
По наиболее распространённой версии, в действительности Анна Андерсон была полькой Франциской Ченстковской (пол. Franziska Czestkowska), получившей серьёзные травмы во время работы на берлинском заводе, выпускавшем взрывчатые вещества. Её принадлежность к семье Ченстковских подтвердили два независимых друг от друга теста ДНК, произведённые после её смерти.

## Смерть княжны
17-летняя Великая княжна Анастасия Николаевна, согласно общепринятой версии, была расстреляна вместе со своей семьёй утром 17 июля 1918 года в подвале в Доме Ипатьева в Екатеринбурге. Её смерть была проверена и засвидетельствована очевидцами. Например, Яков Юровский, чекист и один из главных участников расстрела, утверждал, что вся семья и окружение, включая Анастасию, были убиты. Отмечалось, впрочем, что Анастасия погибла одной из последних — по отчёту помощника белогвардейского следователя Николая Соколова. Лорд Луис Маунтбеттен также подтверждал, что его кузина Анастасия «получила 18 штыковых ударов».
Но существуют показания очевидцев, засвидетельствовавших спасение юной княжны, среди них мужчина, проживавший напротив дома Ипатьева и утверждавший, что княжна убежала и спряталась в соседнем доме. Однако никаких доказательств, способных подтвердить или оспорить это утверждение, не существует. Версия о чудесном спасении Анастасии была полностью опровергнута после того, как в 1991 году в окрестностях Екатеринбурга были обнаружены останки Николая II, его семьи и придворных, кроме таковых Цесаревича Алексея и Великой Княжны Марии. Были проведены генетические экспертизы: в 1993 году — в Олдермастонском центре криминалистических исследований в Англии, в 1995 году — в Военно-медицинском институте Минобороны США, в ноябре 1997 года — в Российском центре судебно-медицинской экспертизы Минздрава России. 30 января 1998 года комиссия завершила работу. Вывод комиссии: «Останки, обнаруженные в Екатеринбурге, являются останками Николая II, членов его семьи и приближённых людей».

## Биография

### Первое появление
Первое упоминание Анны Андерсон в связи с историей «спасшейся княжны Анастасии» относится к ночи 17 февраля 1920 года, когда неизвестная женщина пыталась покончить с собой, бросившись в воду с Бендлерского моста в Берлине. Дежуривший неподалёку полицейский сумел спасти неизвестную, после чего она была доставлена в ближайший полицейский участок. Позже она объяснила, что прибыла в Берлин, чтобы разыскать свою «тётю» принцессу Ирен, сестру царицы Александры, но, попав во дворец, подверглась унижению, поскольку её не только не узнал никто из «родственников», но, вдобавок, и осудили, узнав о наличии у неё внебрачного ребёнка. Сама Андерсон излагала свои чувства следующими словами:
| Можете вы понять, что значит вдруг осознать, что всё потеряно и ты одна на свете? Можете вы понять, почему я сделала то, что сделала? Я не понимала, что я делала. |

Пытаясь скрыться от позора, женщина якобы и предприняла попытку суицида. Впрочем, она так и не смогла связно объяснить, как оказалась на мосту и почему решила прыгнуть в воду со сравнительно небольшой высоты. Объяснение ограничивалось тем, что «вода притягивала её и хотелось узнать, что там на дне».
Великая княгиня Ольга Александровна позже так прокомментировала эту историю:
Попытка самоубийства — единственный факт в этой истории, установленный с полной очевидностью.
Полицейские составили опись одежды женщины — «чёрные чулки, чёрные высокие ботинки, чёрная юбка, грубое платье без инициалов, блуза и большой платок». Ни документов, ни каких-либо бумаг, которые могли бы помочь в установлении её личности, у неизвестной не оказалось. На вопросы она не отвечала, как будто не слыша их. Полицейские сошлись в том, что перед ними сумасшедшая, и неизвестную доставили в Елизаветинскую больницу для бедных.
В протоколе медицинского осмотра указано, что пациентка «склонна к сильным приступам меланхолии» и серьёзно истощена (её вес составлял в то время 44 кг при росте около 170 см). Потому, во избежание новых попыток самоубийства, было рекомендовано доставить её в психиатрическую клинику в Дальдорфе.

### Анна Андерсон во время нахождения в лечебнице
Молодая женщина, по свидетельствам врачей в приюте, имела на спине с полдюжины огнестрельных ран, кроме того, на затылке у неё был шрам в форме звезды (врачи предположили, что это и привело её к первоначальной потере памяти). Предполагалось также, что женщина, возможно, является «русской беженкой», что следовало из её восточного акцента.
Диагноз — «психическое заболевание депрессивного характера». Больная была помещена в «палату Б» в 4-м отделении, предназначенном для «спокойных больных». Запись в истории болезни гласила:
Очень сдержанна. Отказывается назвать имя, возраст и занятие. Сидит в упрямой позе. Отказывается что-либо заявить, утверждает, что у неё есть на это основание, и если бы она захотела, она бы уже давно заговорила… Доктор может думать что хочет; она ему ничего не скажет. На вопрос, бывают ли у неё галлюцинации и слышит ли она голоса, она ответила: «Вы не очень-то сведущи, доктор». Она признает, что пыталась покончить с собой, но отказывается назвать причину или дать какие-нибудь объяснения.
В Дальдорфе неизвестная провела полтора года. Её имя так и не удалось установить, потому в документах она обозначалась как «фройляйн Унбекант» (нем. Fräulein Unbekannt, «неизвестная»). По утверждению одной из сиделок, больная понимала вопросы, обращённые к ней по-русски, но отвечать не могла, что впоследствии дало возможность предположить, что её родным языком был какой-то славянский, скорее всего — польский.
Впрочем, сведения о том, говорила ли новая пациентка по-русски и могла ли понимать этот язык, сильно расходятся. Так, медсестра Эрна Бухольц, бывшая учительница немецкого языка, довольно долго жившая в России, уверяла, что фройляйн Унбекант говорила по-русски «как на родном языке, связными, правильными предложениями». Во время ночных дежурств они не раз имели возможность перемолвиться словом, так как больная страдала бессонницей. Бухольц вспоминала также, что рассказывала ей о соборе Василия Блаженного, о российской политике, и неизвестная утвердительно кивала головой и наконец заявила, что всё это ей знакомо. Однако газеты и книги, которые читала больная, все были на немецком языке. Кроме того, девушка, предположительно, знала или понимала польский язык — медсестра Теа Малиновская, будучи по происхождению полькой, иногда шутила и разговаривала с больной по-польски. Хотя сама девушка ни разу ей по-польски не ответила, Малиновской показалось, что та прекрасно понимает этот язык. В целом персонал сошёлся в том мнении, что данная пациентка была довольно образованна.
Медсестра Берта Вальц вспоминала, что Унбекант заметно заволновалась, когда кто-то из персонала принёс в палату иллюстрированный журнал с фотографией царской семьи. Вальц уверяла, что когда она указала на одну из дочерей царя и заметила, что та могла спастись, неизвестная поправила её: «Нет, не та. Другая».
Впрочем, существуют и противоположные свидетельства — о том, что неизвестная также свободно говорила о германском императоре и наследнике престола, будто была с ними лично знакома. Также замечалось, что больная была склонна к фантазированию и сочинительству, так она уверяла, что выйдя из клиники будет жить на вилле и ездить верхом.
Теа Малиновская рассказывала, что спустя несколько дней после того, как больная взяла в руки иллюстрированный журнал, в приступе откровенности она рассказывала Малиновской о том, что во время Екатеринбургского расстрела «главарь убийц», размахивая револьвером, подошёл к Николаю и выстрелил в упор и о том, что горничная «бегала с подушкой в руках, пронзительно крича». Впрочем, свою речь она завершила довольно неожиданно:
Она взволнованно просила меня бежать с ней в Африку… Когда я возразила, что там идёт война, она сказала, что мы можем вступить во французский Иностранный легион в качестве сестёр милосердия и что там мы будем в большей безопасности, чем здесь, у евреев… Она была убеждена, что врачи-евреи в клинике состоят в заговоре с большевиками и однажды они её предадут.
Известно, что девушка страдала меланхолией и вялостью, могла часами лежать в постели, уткнувшись лицом в покрывало, не отвечая на вопросы, но потом оживлялась (это происходило в основном по вечерам) и разговаривала с медсёстрами и другими пациентками. Также она совершенно не желала фотографироваться. По свидетельствам очевидцев, «её чуть ли не силой приходилось усаживать перед камерой».

### Идентификация с членом русского императорского дома
Толчком к созданию образа самозванки послужила соседка Андерсон по больничной палате, прачка (по другим источникам — швея) Мария Пойтерт, страдавшая, как считается, манией преследования. Ей постоянно казалось, что «за ней подсматривают и её обирают». Также госпожа Пойтерт рассказывала о себе, что, будучи портнихой, поставляла платья фрейлинам Российского императорского двора.
23 октября 1921 года одна из сестёр принесла в палату свежий номер «Берлинской иллюстрированной газеты» с фотографией царской семьи и броским заголовком «Одна из царских дочерей жива?» По словам Марии Пойтерт, её заинтриговало видимое сходство между неизвестной и лицами на фотографии, но та в ответ на все вопросы лишь прошептала: «Молчи!»

### Первые попытки установить личность
22 января 1922 года Мария Пойтерт выписалась из клиники, но, оставшись в твёрдом убеждении, что под видом фройляйн Унбекант скрывается одна из царских дочерей, начала искать доказательства.
5 марта 1922 года она встретилась во дворе Берлинской православной церкви с бывшим капитаном императорского кирасирского полка М. Н. Швабе и рассказала ему о своих подозрениях. Ей удаётся уговорить капитана посетить неизвестную в клинике и постараться установить её подлинную личность.
8 марта 1922 года М. Н. Швабе в сопровождении своего друга инженера Айнике посетил в Дальдорфе неизвестную и показал ей фотографии вдовствующей императрицы Марии Фёдоровны. По воспоминаниям самого капитана, «больная ответила, что эта дама ей не знакома…» По словам самой Анны Андерсон, ситуация выглядела совершенно иначе: «…Кто-то из русских эмигрантов принёс мне портрет бабушки. Это было первый раз, когда я позабыла всякую осторожность, увидев фотографию, я вскричала: „Это моя бабушка!“…»
Так или иначе, капитан Швабе остался в сомнении. Для того, чтобы избежать возможной ошибки, он уговорил госпожу Зинаиду Толстую, а также её дочь, капитана кавалерии Андреевского и хирурга Винеке посетить вместе с ним неизвестную ещё раз. Опять же, по воспоминаниям М. Н. Швабе, госпожа Толстая и её дочь долго разговаривали с больной, показывали ей какие-то иконки и шептали на ухо какие-то имена. Больная не отвечала, но была взволнована до слёз. Рассмотреть её также не удалось, она упорно закрывала одеялом лицо. М. Н. Швабе вспоминал, что Андреевский назвал больную «Ваша Светлость» и это, видимо, произвело на неё особое впечатление. Так и не добившись ни слова, посетители ушли, причём госпожа Толстая и её дочь были убеждены, что перед ними Великая Княжна Татьяна.
Новость эта молниеносно распространилась среди русских эмигрантов, и 12 марта 1922 года больную посетила баронесса София (Иза) Буксгевден. Её мнение считалось особенно важным, так как она была одной из последних, кому довелось встретиться с семьёй низложенного царя. Баронесса рассталась с Романовыми буквально за полтора месяца до расстрела.
Сама Анна Андерсон вспоминала об этом и последующих визитах более чем сдержанно: «С этих пор стали часто бывать русские эмигранты; я даже не всегда знала, кто они такие…»
Сама баронесса вспоминала, что незнакомка проявляла обычную для неё робость и недоверие, отмалчиваясь в ответ на вопросы, пытаясь лишь закрыть лицо руками и одеялом. Баронесса, убеждённая, что перед ней Великая княжна Татьяна, страдающая амнезией от шока и перенесённых бедствий, попыталась оживить её память, показывая больной иконку с датами правления Романовых (эту иконку подарила ей императрица в присутствии Великой княжны Татьяны). Мария Пойтерт в свою очередь принесла фотографию царской семьи и, энергично указывая пальцем на императрицу, требовала ответа на вопрос: «Это мама, правда?», и в качестве последней попытки вложила незнакомке в руки Новый Завет на русском языке, переплетённый в цвета российского флага.
Позднее, уговорив своих спутников удалиться, Иза Буксгевден обратилась к незнакомке по-английски (язык этот Великая княжна Татьяна отлично знала) — и несмотря на то, что, по-видимости, незнакомка не поняла ни слова, она наконец открыла лицо.
Заключение баронессы Буксгевден было категоричным:
| Лоб и глаза её напомнили мне великую княжну Татьяну Николаевну, но стоило увидеть всё лицо, чтобы сходство перестало казаться столь разительным (…) Хотя верхней частью лица госпожа Чайковская отчасти похожа на великую княжну Татьяну, я всё-таки уверена, что это не она. Позже я узнала, что она выдает себя за Анастасию, но в ней нет абсолютно никакого внешнего сходства с великой княжной, никаких особенных черт, которые позволили бы всякому, близко знавшему Анастасию, убедиться в истинности её слов.(…) Кстати, замечу, что великая княжна Анастасия едва ли знала с десяток немецких слов, и выговаривала их с неимоверным русским акцентом… |

Много позже Анна Андерсон объясняла своё поведение во время встречи с баронессой тем, что узнала её с первого взгляда и устыдилась показаться собственной придворной даме в том плачевном состоянии, в котором она находилась в тот момент.

### Признание
Следующим гостем больной была баронесса Мария фон Кляйст, жена бывшего полицмейстера. 22 марта 1922 года она добилась у больничного начальства разрешения поселить девушку у себя. К удивлению госпожи фон Кляйст, придя за незнакомкой, она увидела, что больная вырывает у себя волосы и у неё уже не хватает многих зубов. Потом Анна Андерсон объясняла это тем, что зубы всё равно шатались после удара прикладом в лицо, полученного в Екатеринбурге.
В течение нескольких дней она жила у Кляйстов по адресу Неттельбекштрассе, 9. Так как незнакомка упорно не желала открывать своего имени (или не помнила его после перенесённого шока), барон и баронесса фон Кляйст предложили именовать её Анной; это имя и осталось за ней в истории. Там же она, очевидно, проникшись к баронессе доверием, рассказала, что у неё есть сын, оставшийся в Румынии и «ребёнка всегда можно будет узнать по белью с императорскими коронами и золотому медальону…»
Через два дня, видимо, приняв окончательное решение, фройляйн Анна сделала сенсационное признание. Незнакомка в первый раз открыто назвала себя великой княжной Анастасией, младшей дочерью Николая II. Барон спросил её, каким образом она сумела спастись, на что последовал ответ:
Да, я была вместе со всеми в ночь убийства, и, когда началась резня, я спряталась за спиной моей сестры Татьяны, которая была убита выстрелом. Я же потеряла сознание от нескольких ударов. Когда я пришла в себя, то обнаружила, что нахожусь в доме какого-то солдата, спасшего меня. Кстати, в Румынию я отправилась с его женой, и, когда она умерла, решила пробираться в Германию в одиночку…
Впрочем, в разговорах с Зинаидой Толстой, Анна добавила в свой рассказ новые подробности, и Артур фон Кляйст записал его со слов госпожи Толстой следующим образом:
2 августа нынешнего года женщина, называющая себя великой княжной Анастасией, рассказала ей, что её спас от смерти русский солдат Александр Чайковский. С его семьёй (его матерью Марией, сестрой Верунечкой и братом Сергеем) Анастасия Николаевна приехала в Бухарест и оставалась там до 1920 года. От Чайковского она родила ребенка; мальчика, которому сейчас должно быть около трёх лет. У него как и у отца чёрные волосы, а глаза того же цвета, что у матери.(…) В 1920 году, когда Чайковский был убит в уличной перестрелке, она, не сказав никому ни слова, бежала из Бухареста и добралась до Берлина (…) Ребенок по её словам, остался у Чайковских, и она умоляла помочь найти его…
Размышляя над авторством этой истории, эмигрантский журналист Литовцев писал:
Кто же был её автором? Сама ли Ани или кто-нибудь из её камарильи? Была ли её биография просто-напросто ей внушена, или же хитроватая девица, смутно поняв, что привело её в этот уютный дом, что нужно для того, чтобы в нём укрепиться, пошла навстречу спросу и талантливо предложила необходимую историю? В точности это неизвестно. Вероятнее, что именно Ани, обладавшая богатым воображением неврастенички, сама придумала свою биографию, черта за чертой. И кто знает: может быть, в конце концов, сама в неё поверила…
Ему вторила герцогиня Лейхтенбергская, познакомившаяся с Анной Андерсон в 1927 году.
Она была очень хитрой. Однажды её спрашивали: «Помните — у вас на камине стояла фарфоровая собачка?», и на следующий день она говорила очередному посетителю: «Помню, у нас на камине стояла фарфоровая собачка».
Согласно Грегу Кингу (англ. Greg King) и Пенни Уилсон (англ. Penny Wilson), авторам книги «Судьба Романовых» (англ. The Fate of the Romanovs), сегодня имена 11 человек, которые расстреливали Романовых, плюс имена охранников дома Ипатьева, установлены. Никто из них не носил фамилию Чайковский, вопреки утверждениям Анны Андерсон. Никаких доказательств существования людей, которых она объявила своими спасителями, найдено не было.

### Доктор Грунберг. Последующие попытки установить личность
Через несколько дней Анна, не попрощавшись, ушла от Кляйстов. Её приняла у себя Мария Пойтерт, но через несколько дней, повздорив с хозяйкой из-за статьи о ней в газете «Local Anzeiger», Анна ушла и от неё. На несколько дней её приютили соседи.
Затем её встретил на улице инженер Айнеке, засыпал вопросами, но ответов не получил. Барон и баронесса фон Кляйст не пожелали вновь поселить у себя неизвестную, по одним источникам — убедившись в её самозванстве, по другим — измучившись с больной, обладавшей скверным характером.
Так или иначе, на несколько дней её взял к себе инженер Айнеке, и вскоре, встретившись с советником Гэбелем, служащим префектуры в Бреслау, он рассказал ему о девушке. Гэбель, тронутый, видимо, бедственным положением неизвестной, уговорил одного из своих друзей, доктора Грунберга, инспектора полиции, приютить Анну.
Доктор Грунберг, как он рассказывает в своих воспоминаниях, согласовав свои действия с советником, решил предпринять шаги для официального установления личности неизвестной. Противники Анны Андерсон видели в этом прямой намёк на то, что германское правительство решило «натаскать» самозванку на роль великой княжны и затем использовать в неких политических целях, однако последующие события говорят, скорее, против такого предположения.
Итак, доктор Грунберг уговорил прусскую принцессу Ирен, родную сестру императрицы Александры Федоровны, приехать под вымышленным именем в своё поместье. Анна Андерсон была отнюдь не рада этому визиту. Как она затем объясняла, её раздражил сам факт обмана. Согласно воспоминаниям доктора Грунберга,
…во время ужина мы усадили Анастасию напротив её высочества, с тем чтобы принцесса могла хорошенько рассмотреть её. (Следует, правда, отметить, что принцесса в последний раз видела императорскую фамилию около десяти лет назад.)

После ужина Анастасия удалилась в свою комнату; принцесса последовала за ней в надежде побеседовать наедине и отметить какую-нибудь знакомую ей характерную черту. Но Анастасия в этот вечер чувствовала себя очень плохо и была — не более, впрочем, чем обычно — не расположена к разговорам: она повернулась спиной к принцессе и не отвечала ей ни слова. Поведение её тем более необъяснимо, что она узнала принцессу с первого взгляда: на следующее утро она сказала нам, что вчерашняя посетительница была «её тетя Ирен».
Сама принцесса вспоминала эту историю несколько иначе:
В конце августа 1922 года, по просьбе советника Гэбеля и инспектора полиции доктора Грунберга, я согласилась приехать в Берлин, чтобы повидать загадочную женщину, называющую себя моей племянницей Анастасией. Доктор Грунберг доставил меня и госпожу Эрцен в свой деревенский дом под Берлином, где незнакомка жила под именем «мадемуазель Энни». (…) Я убедилась тотчас же, что это не могла быть одна из моих племянниц: хотя я не видела их в течение девяти лет, но что-то характерное в чертах лица (расположение глаз, форма ушей и т. д.) не могло измениться настолько. На первый взгляд, незнакомка была немного похожа на великую княжну Татьяну.

К великому разочарованию четы Грунберг, столь расположенной к незнакомке, я покинула их дом в твёрдом убеждении, что это не моя племянница, я не питала никаких иллюзий на сей счёт…
Позже, вспоминая по рассказам госпожи фон Ратлеф об этих первых встречах, великая княгиня Ольга Александровна удивлялась тому, что Анна Андерсон не попыталась в Бухаресте обратиться за помощью к двоюродной сестре Александры Федоровны, румынской королеве Марии, а предпочла долгое и достаточно для себя рискованное путешествие в Берлин.
В 1918 или 1919 году королева Мария узнала бы её немедля (…) Марию невозможно было ничем шокировать, и моя племянница прекрасно была об этом осведомлена. Моя племянница знала бы, что состояние, подобное нынешнему, привело бы в шок принцессу Ирен.
Сын принцессы Ирен, принц Сигизмунд, позже отправил Анне список вопросов, на которые, по его утверждению, только Анастасия могла дать правильные ответы. Считается, что женщина безошибочно ответила на все вопросы.

### Гарриет фон Ратлеф
В конце концов, доктор Грунберг также сложил с себя заботы о больной (по версии противников тождества — окончательно убедившись в её самозванстве и потеряв всякий интерес; с противоположной точки зрения — выбившись из сил, ухаживая за психически больной женщиной с тяжёлым характером). Сам он в письме советнику Бергу излагает свои выводы касательно «дела Анастасии» искренне и очень просто:
В своих размышлениях я дошёл до мёртвой точки. Анастасия ни в коем случае не авантюристка. Мне представляется, что бедняжка просто сошла с ума и вообразила себя дочерью русского императора…
Советник Берг предложил поручить Анну заботам госпожи фон Ратлеф (англ. Harriet von Rathlef‎; 1887—1933), прибалтийской немки по происхождению, писательнице и скульптору. Как оказалось позже, выбор был исключительно удачным. Госпожа фон Ратлеф на много лет превратилась в подругу, сиделку и самую преданную сторонницу Анны Андерсон.
Вместе с ней больную костным туберкулезом Анну опекал и лечил профессор Руднев. По его собственным рассказам, в бытность свою в Петербурге 28 июля 1914 года он вместе с другом проходил через Дворцовую площадь и откуда-то сверху на них посыпались бумажные шарики, которые бросали шаловливые Татьяна и Анастасия.
Воспоминание было настолько красочным, что Руднев не преминул поинтересоваться у Анны Андерсон, чем она занималась в тот день, на что получил исчерпывающий ответ: «Мы с сестрой шалили и бросали в прохожих бумажными шариками!» Опять же, противники тождества задаются вопросом, насколько чист был эксперимент и не рассказывал ли доктор Руднев о пресловутых шариках в присутствии больной ранее. Удивительным также они полагают, что день объявления Первой мировой войны не запомнился Анне Андерсон ничем иным кроме шариков, «случайно» столь заинтересовавших доктора.
Сама госпожа фон Ратлеф так вспоминает о своих первых впечатлениях:
Движения её, осанка, манеры выдавали в ней даму высшего света. Таковы мои первые впечатления. Но что поразило меня более всего, так это сходство молодой женщины с вдовствующей императрицей. Говорила она по-немецки, но с явственным русским акцентом, и когда я обращалась к ней по-русски, она вполне понимала меня, ибо, хотя она отвечала по-немецки, её реплики были точны (…)

Любой прямой вопрос её пугал; она замыкалась в себе. Её нелегко было вызвать на разговор, но затем уже следовало стараться не помешать ей, прерывая замечаниями. Если предмет беседы был ей интересен, она говорила вполне охотно. Так было почти всегда, когда речь заходила о её детских годах: жизнь вместе с родителями, братом и сёстрами, кажется, единственное, что её интересовало, воспоминания переполняли её в эти моменты… Она умела быть признательной за доброту и дружбу, которую ей выказывали. От всей её натуры веяло благородством и достоинством, которые притягивали всех, кто знакомился с ней…
Противники же тождества Анны Андерсон и великой княжны задаются вопросом — почему столь явные признаки не бросились в глаза никому, кроме госпожи фон Ратлеф.
На многие годы госпожа фон Ратлеф стала сиделкой, наперсницей и главной почитательницей «чудом спасшейся великой княжны». Но, несмотря на всю заботу, и ей пришлось испытать на себе капризный и мрачный характер больной. Как с горечью вспоминала Гарриет фон Ратлеф, Андерсон, едва оказавшись в центре внимания, принималась вести себя по-барски в худшем смысле этого слова. В частности, она могла бросить в лицо своей покровительнице скомканные чулки, сопровождая это приказом: «Убери! Тебе за что деньги платят?», а во время их совместного путешествия в Данию требовала отселить от неё госпожу Ратлеф, объясняя это тем, что «не привыкла спать в одной комнате с прислугой».

### Алексей Волков, бывший камердинер императрицы
Приблизительно в это время сведения о неизвестной, выдающей себя за великую княжну Анастасию, просочились в прессу и дошли до Копенгагена, где безвыездно проживала вдовствующая императрица Мария Федоровна. Датский посланник в Берлине г-н Зале по приказу датского короля стал посредником между госпожой фон Ратлеф и датским королевским двором.
Как показывают письма Марии Фёдоровны, она с достаточной осторожностью относилась к «признаниям» Анны Андерсон, и всё же решила не пренебрегать шансом, как бы мал он ни был. Потому в Берлин по её поручению отправился Алексей Волков, бывший камердинер Александры Фёдоровны, единственный, кому удалось вырваться из Екатеринбурга. Свидетельство бывшего слуги трудно переоценить — он был одним из последних, видевших Анастасию Николаевну.
Сохранилось три отчёта о встречах Алексея Волкова с неизвестной. Первый из них, самый краткий по объёму, принадлежит советнику Бергу. Он пишет следующее:
Я в деталях помню, как госпожа Чайковская встретилась у меня с бывшим слугой императорского двора. Волков говорил только по-русски, и поэтому я не слишком могу судить, о чём шла речь. Сначала он держался чрезвычайно холодно и даже с некоторой подозрительностью, но на следующий день, кажется, переменил мнение, ибо сделался отменно вежлив и был тронут до слёз, когда пришло время отъезда…
В конечном итоге, заключает Берг, Алексей Волков во всеуслышание объявил, что «не может утверждать, что перед ним не великая княжна!»
Второй, наиболее многословный, принадлежит перу госпожи фон Ратлеф. Рассказав о том, что в первый день Волков держался отчуждённо и холодно, не желая смириться с фактом, что дочь его государя не желает объясняться по-русски. Г-жа Андерсон платила ему в ответ холодностью и отчуждённостью, как память отказывала больной, и в течение первого дня она мучительно пыталась вспомнить имя сидящего перед ней человека. Ратлеф рассказывает, как постепенно началось их сближение: Анна Андерсон с подачи старого слуги легко вспомнила имя матроса, приставленного денщиком к её брату (Нагорный) и ещё одного, присматривавшего за детьми (Деревенко). Вспомнила расположение дворцовых покоев, и в конечном итоге
Он несколько раз поцеловал ей руку. Совершенно растроганный, сказал «Всё будет хорошо!» и медленно вышел из комнаты. В дверях он обернулся ещё раз: слёзы катились по его щекам. Я вышла проводить его, и он сказал мне: «Постарайтесь понять моё положение! Если я скажу, что это она, теперь после того, как другие столько раз говорили обратное, меня сочтут сумасшедшим».

Я далека от того, чтобы осуждать кого-то, но один смелый голос был бы куда полезнее для больной, чем все намёки и робкие подтверждения, выслушивать которые был, видно, наш удел…
И наконец, следует привести выдержку из отчёта самого Алексея Волкова, представленного им вдовствующей императрице Марии Федоровне:
До госпожи Чайковской я добрался не без труда. В моё первое посещение мне не позволили говорить с ней, и я принуждён был удовольствоваться тем, что рассматривал её из окна; впрочем, даже этого мне было достаточно, чтобы убедиться, что эта женщина не имеет ничего общего с покойной великой княжной Анастасией Николаевной. Я решил всё же довести дело до конца и попросил о ещё одной встрече с нею.
Мы увиделись на следующий день, Я спросил её, узнает ли она меня; она ответила, что нет. Я задал ей ещё множество вопросов; ответы были столь же неутвердительны. Поведение людей, окружающих госпожу Чайковскую, показалось мне довольно подозрительным. Они беспрестанно вмешивались в разговор, отвечали иногда за неё и объясняли всякую ошибку плохим самочувствием моей собеседницы.

Ещё раз должен подтвердить, и самым категоричным образом, что госпожа Чайковская не имеет никакого отношения к великой княжне Анастасии Николаевне. Если ей и известны какие-то факты из жизни императорской фамилии, то она почерпнула их исключительно из книг; к тому же её знакомство с предметом выглядит весьма поверхностным. Это моё замечание подтверждается тем, что она ни разу не упомянула какой-нибудь детали, кроме тех, о которых писала пресса…

### Дальнейшие встречи. 1925 год

#### Пьер Жильяр и Чарльз Сидней Гиббс
Пьер Жильяр, швейцарец, воспитатель императорских детей, был одним из немногих, сумевших уехать из Екатеринбурга до расстрела царской семьи. Как вспоминал он сам, его участие в деле Анны Андерсон началось с письма, присланного его жене великой княгиней Ольгой Александровной.
Мы все просим вас, — писала она, — не теряя времени поехать в Берлин вместе с господином Жильяром, чтобы увидеть эту несчастную. А если вдруг это, и впрямь, окажется наша малышка! Одному Богу известно! И представьте себе: если это она, там одна, в нищете, если всё это правда… Какой кошмар! Умоляю вас, умоляю вас, отправляйтесь как можно скорее. (…) Самое ужасное, что она говорит, что одна из её тетушек — она не помнит, кто именно — называла её Schwibs. Да поможет вам Бог. Обнимаю вас от всего сердца.

P.S. Если это действительно она, телеграфируйте мне, я приеду тотчас…
Как признавался господин Жильяр, это письмо скорее повергло его в смятение, чем обрадовало, однако в тот же день, 25 июля, он сел в берлинский поезд и на следующий день остановился в датском посольстве у господина Зале.
В это время Анна Андерсон чувствовала себя очень плохо. Костный туберкулез продолжал прогрессировать, и она вынуждена была отправиться в Мариинскую больницу в Берлине, где ей сделали операцию на локтевом суставе левой руки. Больную сильно лихорадило, левая рука почти отнялась. Именно в таком положении застал её Пьер Жильяр.
О дальнейшем он вспоминал следующим образом:
Опускались сумерки. Госпожа Чайковская (…) лежала в постели и выглядела совершенно обессилевшей, её лихорадило. Я задал ей по-немецки несколько вопросов, на которые она отвечала невнятными восклицаниями. В полном молчании мы с необычайным внимание вглядывались в это лицо в тщетной надежде отыскать хоть какое-то сходство со столь дорогим для нас прежде существом. Большой, излишне вздёрнутый нос, широкий рот, припухшие полные губы — ничего общего с великой княжной: у моей ученицы был прямой короткий нос, небольшой рот и тонкие губы. Ни форма ушей, ни характерный взгляд, ни голос — ничего не оставляло надежды. Словом, не считая цвета глаз, мы не увидели ни единой черты, которая заставила бы нас поверить, что перед нами великая княжна Анастасия — эта женщина была нам абсолютно незнакома…
Господин Жильяр всё же решил довести опыт до конца и пришёл к Анне Андерсон ещё раз, на следующее утро, когда лихорадка утихла и больная чувствовала себя много лучше. Но ничего не изменилось: точно так же он не смог добиться вразумительных ответов ни на один свой вопрос, и в конце концов, указал на свою жену, спросил, знает ли она, кто это. Анна Андерсон, помолчав некоторое время, с сомнением заметила, что это «младшая сестра её отца» (es ist meine Vaters jungste Schwester) — таким образом, приняв мадам Жильяр за великую княгиню Ольгу. Сам господин Жильяр сделал из этого вывод, что больной было ранее сказано, что к ней приедет великая княгиня, и «узнавание» было основано на этом факте.
Госпожа фон Ратлеф, неотлучно находившаяся при больной, сразу же возразила, что та плохо себя чувствует, её лихорадит, и в таком положении трудно надеяться на точный ответ. Возражения Жильяра о внешнем несходстве Андерсон и Анастасии были отметены на том основании, что больная получила в Екатеринбурге жестокие удары прикладом в лицо — доказательством тому было отсутствие многих передних зубов.
По воспоминаниям Пьера Жильяра, подобные возражения его не убеждали, но смущало прозвище Schwibs, интимное, домашнее, о котором мало кто знал. Он решил остаться ещё на какое-то время, чтобы выяснить все до конца.
А госпожа фон Ратлеф, также указывая на то, что при первом визите больная не сумела узнать своих гостей, тем не менее уверяла, будто мадам Жильяр обратила внимание на ноги Андерсон и впервые заметила искривлённый большой палец (лат. hallux valgus — поперечное плоскостопие), довольно редко встречающийся у молодых женщин, на основе которого сторонники тождества Анны Андерсон и Анастасии до сих пор основывают своё предположение. Также она говорила, что Андерсон сумела вспомнить Пьера Жильяра уже после его ухода, и во время второго свидания осведомилась, почему он сбрил бороду, на что получила ответ, что это было сделано специально, чтобы не быть узнанным большевиками.
Далее в своих воспоминаниях Гарриет фон Ратлеф горько упрекает господина Жильяра за излишнюю прямолинейность и прямые сомнения — и то, и другое заставило больную в разговоре с ним лишь замкнуться в себе, и в конечном итоге ответить: «Неужели вы полагаете, что вы сами с лёгкостью вспоминали бы прошлое, когда бы вас на три четверти убили?»
Но если Жильяр на этом этапе достаточно осторожен, то Сидней Гиббс, воспитатель цесаревича, выразился куда прямолинейней: «Если это — Анастасия, то я — китаец!» Позднее он также писал, что «в ней нет ни малейшего сходства с великой княжной Анастасией, каковой я её помню… У меня нет сомнений — это самозванка».

#### Александра Теглева и великая княгиня Ольга
Великая княгиня Ольга Александровна после неблагоприятных отчётов Жильяра и Волкова, находилась, как видно, в сомнении и в одном из своих писем спрашивала совета у матери. Письмо великой княгини не сохранилось, однако известен ответ на него. Старая императрица была непреклонна: «Неужели ты думаешь, что будь она действительно моей внучкой, я хоть на день задержалась бы тут?»
И всё же великая княгиня решила выяснить всё до конца и села на берлинский поезд. Она появилась в Мариинской больнице в октябре 1925 года. Её сопровождала Александра Теглева (Шура), бывшая нянька царских детей.
О визите последней сохранилась только запись госпожи фон Ратлеф, так что сопоставить с ней версию самой Теглевой не представляется возможным. Госпожа фон Ратлеф уверяла, что больная немедленно узнала Шуру и назвала её по имени, что слышали все стоящие вокруг. Также она взяла флакончик духов, вылила несколько капель Шуре на ладонь, и попросила протереть свой лоб, тем самым растрогав ту до слез.
Это был совершенно особенный жест, характерный только для великой княжны Анастасии Николаевны, она ужасно любила духи и иногда буквально «обливала ими свою Шуру», чтобы «та благоухала, как букет цветов…»
А увидев великую княгиню, Андерсон, по воспоминаниям госпожи фон Ратлеф, узнав её, сказала об этом вслух лишь позднее, в разговоре с посланником Зале. Затем она долго и с удовольствием говорила с великой княгиней, обсуждая с ней покои Зимнего дворца, детство и конечно же прозвище Schwibs, которое когда-то дала ей великая княгиня.
Ратлеф вспоминает также сцену перед отъездом и запомнившиеся ей слова:
Великая княгиня не раз говорила, что племянница её похожа скорее на великую княжну Татьяну. Господин и госпожа Жильяр разделяли её мнение. Великая княгиня призналась даже, что если бы ей сказали, что перед нею была именно Татьяна, она поверила бы этому не задумываясь. Перед отъездом она беседовала с датским послом: «Мой разум не позволяет мне поверить, что это Анастасия, но сердцем я чувствую, что это она. А поскольку я воспитана в религии, которая учит слушать прежде всего доводы сердца, а не рассудка, я не в силах оставить это несчастное дитя…»
Непосредственно воспоминания великой княгини Ольги Александровны гласят следующее:
[Когда я вошла в комнату], женщина, лежавшая на постели, спросила у сиделки: «Ist das die Tante?» (Это [моя] тётя), что повергло меня в полное смятение. В следующий миг я осознала, что после пяти лет, проведённых в Германии, она конечно же, должна была выучить немецкий язык, но позднее мне сообщили, что с самого начала, с момента когда её вытащили из канала, в тех редких случаях, когда ей хотелось поговорить с кем-либо, она использовала исключительно его. Я готова согласиться, что ужас, пережитый в юности, мог заставить многое забыть, но мне не приходилось слышать, чтобы жестокое потрясение вложило в мозг то, чего не было там ранее. Мои племянницы совершенно не говорили по-немецки. Также госпожа Андерсон, видимо, не понимает ни английского, ни русского языков, на которых все четыре девочки говорили едва ли не с рождения. Французский они освоили позже, по-немецки в семье не говорили вовсе.(…)

Летом 1916 года, когда мы виделись в последний раз, моей милой Анастасии было 15 лет. В 1925 году ей исполнилось бы 24. Мне показалось, что госпожа Андерсон выглядит намного старше. Конечно же, стоит принять во внимание, изнуряющую болезнь и состояние здоровья, бывшее не лучшим и ранее. Но всё же, черты Анастасии не могли измениться до такой степени. Нос, рот, глаза — ни в чём я не могла обнаружить сходства.
Великая княгиня вспоминала, что разговаривать с больной было трудно. Она отмалчивалась в ответ на определённые вопросы, и раздражалась, если на ответе продолжали настаивать. Ей показали несколько фотографий — в частности, изображений покоев царскосельского дворца и детской столовой, где великие княжны завтракали каждое утро. Больная не проявила интереса к этим фотографиям. Великая княгиня привезла также иконку Св. Николая, покровителя императорской фамилии. Иконка была показана Анне Андерсон — и вновь это не дало видимого результата.
Я относилась к этому ребенку как к собственной дочери, — вспоминала великая княгиня. — Но когда я села в изголовье этой постели в санатории в Моммзене, то немедля осознала, что передо мной совершенно неизвестная женщина (…) Я уезжала из Дании с надеждой, когда я покидала Берлин, от этой надежды не осталось и следа…

Ошибки, которые она допускала, никак нельзя было объяснить провалами в памяти. Так, например, на пальце у неё был шрам, и она уверяла окружающих, что поранила палец, когда лакей слишком резко захлопнул дверцу кареты. Я тотчас же вспомнила об этом случае. Речь шла о Марии, старшей сестре, которая действительно серьёзно поранила руку, но случилось это не в карете, а в императорском поезде. Со всей вероятностью можно сказать, что некто, краем уха услышав об этом, в сильно изменённом виде передал всю историю госпоже Андерсон.

#### Дальнейшее расследование. Пьер Жильяр
Пьер Жильяр всё же решил довести дело до конца и навести, насколько это было возможно, справки о прошлом Анны Андерсон. Сопровождавший его полковник Куликовский через своего бывшего сослуживца сумел связаться с капитаном М. Н. Швабе и его женой. От них Жильяр узнал всю эпопею Анны Андерсон, начиная с её появления в Берлине в 1920 году, о встречах с Зинаидой Толстой и жизни в поместье барона фон Кляйста. Из всего этого Жильяр сделал вывод, что с самого начала «эксперимент» был нечист — слишком многое Анна Андерсон могла узнать у русских эмигрантов. Там же она часами рассматривала фотографии членов царской семьи, что позволило ей затем узнавать их на любой фотографии или картине (а это в свою очередь убеждало затем очень многих). Также выяснилась история со словом Schwibs:
В 1922 году в Берлин прибыл П. Булыгин, бывший русский офицер, ездивший в 1918 году в Сибирь по поручению великой княгини Ольги в надежде разыскать сведения об императорской фамилии; в качестве пароля великая княгиня и назвала ему это домашнее прозвище. Булыгин, коротко знакомый со Швабе, часто рассказывал им о своём сибирском путешествии. Познакомившись с госпожой Чайковской, они попросили своего друга назвать им какую-нибудь характерную деталь, чтобы испытать «незнакомку», и Булыгин рассказал им об этом прозвище. Что же касается госпожи Чайковской, то она так и не сумела ответить на этот вопрос, и госпоже Швабе пришлось слог за слогом открыть ей прозвище…
Стоит также вспомнить, что Жильяр участвовал в разоблачении Алексея Пуцято, первого из самозванцев, выдававших себя за «чудом спасшегося цесаревича» Алексея Николаевича, и с достаточной проницательностью предсказал появление и множества других самозванцев впредь.

### 1925—1926 годы
Оказалось, однако, что ставить точку в этой истории было преждевременно. На Рождество 1925 года великая княгиня Ольга Александровна прислала Анне Андерсон письмо с поздравлением и собственноручно связанную тёплую шаль.
Я это сделала из жалости! — позже защищалась великая княгиня. — Вы представить себе не можете, как выглядела эта несчастная.
Пьер Жильяр также писал время от времени, осведомляясь о состоянии здоровья Анны, и просил его немедленно уведомить, как только больная почувствует себя достаточно хорошо, чтобы отвечать на вопросы. Он отмечал также, что почерк на присланной ему открытке очень похож на почерк 13—14-летней Анастасии и просил проверить, не доводилось ли Анне видеть что-то писаное великой княжной. Подтверждал он и правильность её воспоминаний о Собственном полку великой княжны.
Но в апреле 1926 года переписка вдруг резко оборвалась. Пьер Жильяр объяснял это следующим образом:
С самого начала я допустил серьёзную ошибку: я исправлял все оплошности, содержащиеся в письмах, приходивших ко мне. Через несколько месяцев я стал замечать по письмам моих берлинских корреспондентов, что в городе сделались известны сомнительные откровения больной, но не те, которые получал я, а отредактированные и исправленные по моим же собственным указаниям! Но самое ужасное состояло в том, что в Берлине, как я узнал из письма господина Швабе от 9 января 1926 года, только и разговоров было, что о предстоящем выходе какой-то книжонки о госпоже Чайковской, где говорилось, что великая княгиня Ольга, моя жена и я единодушно опознали больную. Господин Швабе прибавлял, что к этой публикации причастен, кажется, доктор Руднев. Я тотчас же написал госпоже фон Ратлеф, что если всё, что я узнал, верно, я незамедлительно опубликую в прессе категорическое опровержение. Угроза возымела действие: я получил от неё ответ: она утверждала, что ни Руднев, ни сама она ничего не знали о готовящейся публикации, и умоляла не предпринимать никаких решительных действий. Я понял, что удар попал в цель: и впрямь, после уже и речи не было ни о каких брошюрах…
После этого госпожа фон Ратлеф писала всё реже, и окончательно письма от неё перестали приходить в июне того же года.

### Эрнст-Людвиг, герцог Гессенский
Приблизительно тогда же в одном из интервью, данных в качестве Анастасии, Андерсон упомянула о тайной поездке в Россию Великого герцога Эрнста-Людвига (брата императрицы Александры Федоровны), состоявшейся в 1916 году, в разгар Первой мировой войны. Сторонники тождества Анастасии и Анны Андерсон полагают, что именно это признание оттолкнуло от неё семью и заставило Романовых открещиваться от родства, так как её слова, окажись они правдой, могли скомпрометировать царскую фамилию. Противники ссылаются на вердикт Гамбургского суда, чьё определение по этому вопросу звучало совершенно недвусмысленно: «Подобная поездка никогда не имела места».
Однако постановление суда было вынесено в 1970 году, а в середине двадцатых подобные сведения могли нанести репутации Эрнста-Людвига нешуточный вред: визит офицера действующей армии во вражескую страну мог расцениваться как предательство. Заинтересованный в опровержении этих сведений Эрнст-Людвиг нанял частных детективов для выяснения личности Анны. Сам герцог не стеснялся в выражениях по поводу Анны Андерсон, прилюдно назвав её «бесстыдной, сумасшедшей самозванкой». По его приказу госпожа Спиндлер должна была посетить Бухарест, чтобы постараться разыскать там следы семьи Чайковских, а Мартин Кнопф занялся выяснением подлинного имени Анны Андерсон.
Первые сведения пришли из Бухареста. По сообщениям госпожи Спиндлер, ни в одной церкви города и пригорода не был зарегистрирован брак человека с фамилией Чайковский, ни в одной церковной книге не было записи о крещении младенца с такой фамилией, да и сам младенец не нашёлся ни в одном из приютов. В полицейских отчётах (по приказу самой румынской королевы Марии полиция города оказывала госпоже Спиндлер посильную помощь) не было зафиксировано гибели в уличной драке человека по фамилии Чайковский. Более того, ни в Бухаресте, ни в его окрестностях не проживал ни один Чайковский вообще. О том же, что по современным сведениям, в охране Ипатьевского дома и среди подчинённых Юровского не было человека с такой фамилией, уже упоминалось.
Впрочем, как скрупулёзный и честный исследователь, госпожа Спиндлер передала и другую информацию. По объявлению, которое она дала в румынской газете, предварительно взяв с неё слово не открывать его имени, к ней обратился некий румын, якобы живший в Сибири во времена русской революции. По его словам, однажды в Бухаресте к нему подошёл некий важный чекист, чьего имени он никогда не знал или не захотел открыть. В своем рассказе информатор упорно именовал чекиста «паном». Этот «пан» попросил у него помощи в определении в хороший госпиталь некоего неназванного лица, причём добавил, что с деньгами задержки не будет. Румын пообещал своё содействие, предупредив, впрочем, что госпиталь потребует документы. На следующее свидание «пан» не пришёл. В полиции запротоколировали этот рассказ, он был среди прочего включён в отчёт госпожи Спиндлер своему нанимателю, но ни малейших доказательств, что этот рассказ не мистификация, и что речь идёт именно об Анне Андерсон, так никогда и не было представлено.

### Дело о Франциске Ченстковской
Мартин Кнопф, в свою очередь, доложил, что Анна Андерсон на самом деле была фабричной работницей, полькой по происхождению по имени Франциска Ченстковская (пол. Franziska Czestkowska). Ченстковская родилась 16 декабря 1896 года в деревне Боровилхасе (сегодня польская деревня Боровый Лаз ) в Западной Пруссии у кашубских разнорабочих Антона Ченстковского (1842 — 13 апреля 1912) и Марианны Ветзке (Вицке) (1866 — 20 декабря 1932) под именем Франциска Анна Ченстковская. Некогда Ченстковские были шляхтами, в ранг которых их произвёл король Ян III Собеский за то, что они помогли сдержать ему наступление войск Османской империи в сражении под Веной, и назывались Фон Ченстковские, но к рождению Франциски семья давно лишилась всех своих привилегий и именно её отец Антон отбросил приставку «фон». Франциска была вторым из семи детей, кроме неё были ещё две дочери — Гертруда (род. 12 ноября 1898 года) и Мария-Юлиана (род. 30 апреля 1905 года), — и четыре сына — Мартин-Христиан (род. 16 ноября 1895 года), Михаэль (род. 16 декабря 1899 года), Валериан (род. 25 апреля 1900 года) и Феликс (род. 17 февраля 1903 года), но Мартин-Христиан и Михаэль умерли в младенчестве, поэтому Франциска была самым старшим ребёнком. Половина детства Франциски прошла в бесконечных разъездах, так как Антон хватался за любую работу, чтобы содержать семью. Очень часто жена и дети работали вместе с ним. Худо-бедно финансовое положение семьи немного выправилось в 1906 году, когда Антон получил в наследство надел в 12 гектаров и, продав его, приобрёл небольшую усадьбу с хозяйством в Удорпье.
Родными языками Франциски были три: кашубский (по сути, диалект польского, который к 20-му веку развился до почти самостоятельного звучания), польский (Франциска рано научилась говорить на нём, но, по словам братьев и сестёр, использовала его в разговорах редко) и немецкий, на котором велось местное образование (изначально Франциска говорила на платтдойч — нижнемецком диалекте, — но в школе выучилась говорить на хохдойч — литературном немецком). Несмотря на социальное положение семьи и частые переезды, из всех детей Ченстковских Франциска лучше всех училась в школе и была единственной, кто сумел получить полное среднее образование, которое закончилось в школе при аббатстве Таннен-бей-Бютов в 1911 году. По неизвестным причинам, Антон выделял Франциску из всех своих детей и постепенно стал освобождать её от тяжёлой работы, из-за чего его другие дети и жена также постепенно стали отдаляться от Франциски. Одновременно, Франциска стала отдаляться и от своих друзей, замыкаться в себе. Грэг Кинг и Пенни Уилсон в своей книге «Величайшая загадка дома Романовых» высказывают мысль, что отношения Антона и Франциски могли быть в состоянии инцеста, что могло объяснять и то, почему Антон выделял старшую дочь, и почему сама Франциска начала замыкаться в себе. В 1912 году Антон умер от туберкулёза, после чего отношения Франциски с матерью стали портиться и, одновременно, в Удорпье о Франциске стали ходить порочащие слухи. Осенью 1913 года Марианна снова вышла замуж и её отношения с Франциской достигли такого накала, что, в конечном итоге, она решила отправить старшую дочь в Берлин, куда 17-летняя Франциска прибыла 2 февраля 1914 года.
В Берлине Франциска поменяла свою фамилию на Шанцковская (нем. Schanzkowska) (немецкий вариант произношения Ченстковской) и работала где придётся: горничной, официанткой и т. д. Из-за начавшейся Первой мировой войны её финансовое положение было очень бедственным. В 1915 году мать отправила к ней Гертруду и они сняли комнату по адресу Нойе-Хохштрассе, 17, после чего обе сестры сумели пристроиться на высокооплачиваемую работу на заводе электротехнической компании «AEG», где Франциска встала на сборочную линию, проводя финальную обработку прошедших сборку гранат (учитывая постоянные нарушения техники безопасности, это была очень опасная работа). Весной 1916 года у Франциски начался роман с молодым солдатом, которого вскоре отправили на Восточный фронт и в начале лета того же года он погиб в Галиции. 22 августа 1916 года Франциска, будучи на заводе и держа в руках гранату, упала в обморок, а граната покатилась по верстаку и упала, ударившись о ногу начальника цеха, который после этого был убит на месте, а Франциска, лёжа на полу, получила небольшие ранения головы. 29 сентября того же года она была официально признана невменяемой и кочевала из одной психиатрической больницы в другую, пока в 1920 году не пропала без вести.
Кнопфу удалось разыскать Дорис Вингендер, которая опознала бывшую постоялицу, снимавшую комнату в доме её матери под именем Франциски Шанцковской. Она же добавила, что в 1922 году Франциска провела у неё ещё несколько дней, обронив среди прочего, что жила в семьях русских монархистов, которые «принимали её за кого-то ещё». Там же она обменяла одежду, получив в обмен на свою новый комплект из блузки, юбки и белья. Оставленную одежду показали барону и баронессе фон Кляйст, которые единодушно опознали её как собственный подарок «Анастасии Николаевне». Таким образом, круг замкнулся.
Сторонники Анны Андерсон, в свою очередь, сочли эту версию неубедительной, поскольку для девушки из крестьянской семьи Андерсон демонстрировала слишком хорошую образованность и манеры. Госпожа фон Ратлеф, в свою очередь заявила, что Франциска Шанцковская стала одной из многочисленных жертв маньяка-каннибала Карла Гроссмана — в его дневнике, где был переведен список его жертв, была женщина по фамилии Сазновская. Фон Ратлеф своё убеждение основывала на том, что эта фамилия являлась фонетическим воспроизведением фамилии Шанцковская, но полиция Берлина эту версию опровергла.
Согласно медицинскому обследованию, проведённому в ФРГ в 1951 году, Анна Андерсон была рожавшей женщиной или, по крайне мере, имела выкидыш (её противники считают, что именно поэтому она выдумала историю с ребёнком от Александра Чайковского, чтобы объяснить, почему великая княжна не является девственницей). Грэг Кинг и Пенни Уилсон в своей книге «Величайшая загадка дома Романовых» рассказывают, что данных о том, была ли аналогично Франциска Шанцковская рожавшей женщиной, нет, но высказывают версию, что в 1916 году она могла забеременеть и, в силу своего бедственного положения, спровоцировать выкидыш. Они ссылаются на то, что именно в этот год у Франциски произошла какая-то очень крупная ссора с Гертрудой и она съехала от неё к Анне Вингендер, жившей в том же доме, но на другом этаже. Сама Гертруда позже утверждала, что не знает, чем был вызван переезд сестры, а дочь Вингендер Дорис рассказала, что Франциска сообщила ей, что обижена на сестру за то, что та написала их матери письмо, в котором рассказала «всякие сказки» о поведении Франциски.
В 2011 году Грэг Кинг и Пенни Уилсон опубликовали новое исследование об Анне Андерсон и Франциске Шанцковской — книгу The Resurrection of the Romanovs: Anastasia, Anna Anderson, and the World’s Greatest Royal Mystery («Воскрешение Романовых: Анастасия, Анна Андерсон и самая большая королевская тайна в мире»). В ней они утверждают, что, исследуя фабричные архивы, выяснили, что в результате несчастного случая на производстве (в 1916 году) Шанцковская получила лишь лёгкие (неглубокие, поверхностные) царапины на голове и конечностях, что никак не соответствует зафиксированным врачами глубоким увечьям за ухом, на теле и конечностях Анны Андерсон. Кроме того, Кинг и Уилсон не нашли свидетельств о том, что Шанцковская была рожавшей женщиной — в то время как медицинские карты Анны Андерсон указывают, что она родила ребёнка (в 1919 году). Хотя критики нашли в книге Кинга и Уилсон около 40 нестыковок, сами авторы в своей же книге пришли к выводу, что Анна Андерсон и Шанцковская были одним и тем же человеком.

### 1927 г. Герцог Лейхтенбергский
В 1927 году герцог Лейхтенбергский Дмитрий, внук великой княжны Марии Николаевны, пригласил Анну Андерсон в свой фамильный замок Зеон в Баварии. Позже он следующим образом изложил своё мнение о ней:
Причины, не позволяющие мне верить в тождество госпожи Чайковской-Андерсон и Анастасии, можно изложить следующим образом:
1. Когда госпожа Чайковская прибыла в Зеон, оказалось, что она не говорит и не понимает по-русски, не говорит и не понимает по-английски, (за исключением того словарного запаса, который извлекла из уроков данных ей в Лугано и Оберсдорфе перед своей поездкой в Зеон); а также не говорит и не понимает по-французски. Она говорила только по-немецки с северонемецким акцентом. Что касается великой княжны Анастасии, она всегда изъяснялась по-русски с отцом, по-английски — с матерью, понимала и говорила по-французски и совершенно не знала немецкого.
2. Когда я отвёл госпожу Андерсон в русскую православную церковь, она вела себя там как римская католичка и совершенно не знала православных обрядов, в то время как великая княжна Анастасия была воспитана в православии, вслед за всей семьёй, отличалась крайней набожностью и аккуратно посещала церковь.
3. Я присутствовал во время встречи, устроенной для госпожи Чайковской с Феликсом Шанцковским так, чтобы это стало для неё полной неожиданностью. В моём присутствии он опознал в ней свою сестру Франциску Шанцковскую и согласился подписать соответствующее заявление. Позже, коротко переговорив с сестрой с глазу на глаз, он отказался подписывать подобный документ, по причинам вполне понятного характера: он сам был бедным прокоммунистически настроенным шахтёром, его мать, больная раком, не имела средств к существованию, его сестра же сумела обосноваться в замке и вести жизнь, подобающую великой княжне — к чему было портить её «карьеру»?
4. Все, объявлявшие о тождестве госпожи Чайковской и великой княжны Анастасии, лично не были знакомы с последней или — за редким исключением, видели её мельком. Кто-то из них руководствовался корыстными целями, но большинство из этих узнавших составляли бывшие офицеры белой армии, преданные императорской фамилии, но введённые в обман собственным желанием чуда.
5. Доктор Кострицкий, лейб-дантист двора, письменно удостоверил, что гипсовые оттиски челюстей госпожи Чайковской, которые наш семейный дантист сделал в 1927 году, не имели ничего общего с зубным рисунком великой княжны Анастасии.
Лично я полагаю, что семья госпожи Чайковской-Андерсон принадлежала к низшему классу, в ней не видно было врожденного благородства, присущего членам императорской фамилии, и, конечно же, само её поведение ничего общего не имело с аристократизмом. Мое личное мнение, конечно же, не имеет силы доказательства, но доказательством служат все вышеизложенные факты.

В заключение стоит добавить, что мой отец пригласил госпожу Чайковскую в Зеон, объяснив своё решение таким образом: «Если она действительно великая княжна, преступлением будет оставить её без помощи, если же нет, я не совершу ничего предосудительного, предоставив кров нищей, больной, преследуемой женщине, в то время, когда прилагаются все усилия, чтобы выяснить её подлинную личность». (подписано) Дмитрий Лейхтенбергский.
Среди посещавших Анну Андерсон в период её проживания в Зеоне был Феликс Юсупов, который затем написал своей жене, княжне Ирине, следующее письмо: «Утверждаю категорически, что она не Анастасия Николаевна, а всего лишь авантюристка, больная истеричка и ужасная актриса. Просто не понимаю, как в этом можно сомневаться. Уверен, если бы ты её увидела, то отшатнулась бы в ужасе при мысли, что это ужасное существо может быть дочерью нашего царя».

### Дальнейшая жизнь
В 1928 году Анна Андерсон по приглашению княжны Ксении Георгиевны переезжает в США, где некоторое время живёт в её доме. Впрочем, и здесь Анна Андерсон вскоре показывает свой тяжёлый, неуживчивый характер, и потому вскоре вынуждена искать себе новое пристанище. Греческий принц Христофор, дядя княжны, вспоминает об этом так: «Она остановилась в доме моей племянницы, окружившей её вниманием и заботой (…) её ответное отношение к великой княгине оказалось таковым, что [муж Ксении Георгиевны] Уильям Лидс вынужден был выставить её прочь». По воспоминаниям самого Лидса, «Она уверяла всех, кто готов был её слушать, что княжна тайком подсыпает ей в пищу яд и промышляет воровством у своей гостьи денег и драгоценностей. Дни напролёт она могла проводить в своей комнате, беседуя с птицами, пролетавшими возле окна».
Андерсон пришлось съехать в Отель Гарден Сити, где заботу о ней и оплату её счетов принял на себя известный пианист Сергей Рахманинов. Чтобы избежать назойливого внимания прессы, она записалась в книге регистрации как «миссис Анна Андерсон». Это имя окончательно осталось за ней в научных и исторических работах.
В начале 1929 года её принимает у себя некая Анни Б. Дженнингс, богатая и одинокая дама, желавшая видеть у себя «дочь последнего русского царя», в то время превратившуюся в нью-йоркскую достопримечательность. Психическое здоровье Андерсон в это время постоянно ухудшалось, истерики и припадки следовали один за другим, и Верховный Судья Нью-Йорка Питер Шмак распорядился о её принудительном помещении в лечебницу, называемую Санаторием Четырёх Ветров (англ. Four Winds Sanatorium). Здесь она была вплоть до 1930 года. Всё это время Анни Дженнингс продолжала её опекать, оплачивая счета за лечение (сумма которых составила в конечном итоге 25 000$). Дженнингс вновь приняла её у себя, когда врачи разрешили ей наконец вернуться к нормальной жизни. В августе 1932 года Андерсон вернулась в Германию, так как готовящийся судебный процесс, с помощью которого она пыталась добиться официального признания её великой княжной и доступа к гипотетическому огромному наследству Романовых, требовал присутствия и консультаций истицы. Она прибыла туда на лайнере «Deutschland», в запертой на замок каюте, в сопровождении специально нанятой сиделки. Эту поездку опять же оплатила мисс Дженнингс, она же внесла деньги за помещение Андерсон в очередную психиатрическую лечебницу, на этот раз — Ганноверскую.
Поскольку возвращение Андерсон в Германию вызвало большой интерес у немецкой общественности, то в лечебнице она находилась недолго, так как её начали принимать у себя местные аристократы. Соответственно, и вопрос о её тождестве в Германии встал довольно остро. Так, в 1938 году Андерсон снова и в последний раз была представлена перед семьёй Шанцковских. На этот раз, помимо Феликса, были задействованы Гертруда с Марией-Юлианой и Валерианом. Гертруда сразу заявила, что это её сестра, но Мария-Юлиана, Валериан и Феликс же, однако, выразили сомнение, отметив, что между Андерсон и их сестрой есть поразительное сходство — первые два сослались на то, что им тяжело признать Франциску в роскошно одетой Андерсон, и что последний раз они видели сестру очень давно, а последний заявил, что эта женщина даже не похожа на ту, которую он видел в Зеоне. Власти нацистской Германии, в свою очередь, тоже внесли лепту: Шанцковским было объявлено, что если Андерсон будет официально признана самозванкой, то её посадят в тюрьму за мошенничество. По вполне понятным причинам Шанцковские отказались подписывать под присягой какие-либо показания против Андерсон.
К концу Второй мировой войны Андерсон жила в замке Винтерштайн с Луизой Саксен-Мейнингенской в Тюрингии, которая после войны стала советским сектором. В 1946 году принц Фредерик Саксен-Альтенбургский помог ей перебраться во французский сектор в Бад-Либенцелль. В 1949 году принц Фредерик предоставил в её распоряжение дом, перестроенный из помещения бывших казарм, в небольшой деревне в Шварцвальде, где Андерсон была своего рода местной знаменитостью, хотя продолжала жить отшельницей. За это время она завела там около 60 кошек и ирландского волкодава, из-за чего в доме и вокруг него постепенно развилась антисанитария (умерших кошек Андерсон захоранивала в неглубоких могилах в саду, из-за чего запах разложения был весьма ощутим), и здание пришло в упадок. В мае 1968 года Андерсон была на семь недель помещена в Нойенбюргскую лечебницу после того, как была обнаружена дома в полубессознательном состоянии. В её отсутствие принц Фредерик лично убрал дом по приказу местного совета здравоохранения, а её пёс и кошки были умерщвлены. Напуганная этим, Андерсон приняла предложение Глеба Боткина переехать в США после выписки.
Переезд Андерсон был оплачен другом Боткина Джоном Икотом Манаханом (1919—1990), который работал преподавателем истории и специалистом по генеалогии. Американская виза Андерсон была рассчитана на шесть месяцев, и незадолго до того, как она должна была истечь, 23 декабря 1968 года Андерсон и Манахан (который был моложе её на 23 года) заключили гражданский брак. Глеб Боткин выступил шафером Манахана. Они поселились в доме в Шарлоттсвиле (штат Виргиния). Профессор Манахан оказался очень преданным мужем, он оставался с Анной до конца, терпеливо снося все её чудачества, так как сам в свою очередь был не менее эксцентричным человеком. Так, Андерсон в замужестве требовала, чтобы её больше не называли ни «Анастасией», ни «княгиней», а только «миссис Манахан». Между собой Джон и Анна в первые годы брака общались на английском, но после жизни в Германии английский Андерсон сильно ухудшился (она употребляла давно вышедшую из употребления американцев лексику) и постепенно в присутствии знакомых Манаханы начали разговаривать между собой на смеси немецкого и английского языков, а наедине друг с другом — только на немецком. Психическое здоровье Андерсон в это время продолжило ухудшаться, её поведение становится всё более эксцентричным, а рассказы и «воспоминания» всё более скандальными и неправдоподобными. Сохранились свидетельства, что соседи неоднократно жаловались в муниципалитет и даже пытались судиться с семьёй Манахан, упорно отказывавшихся убирать дом и сад, на что профессор Манахан якобы ответил: «Мы это не делали шесть лет и теперь также не считаем нужным», а сам царящий вокруг хаос он объяснил тем, что это «представляет собой образ жизни, избранный Анастасией».
В бытность свою в Соединенных Штатах Анна встречалась с Михаилом Голеневским, выдававшим себя за «чудом спасшегося цесаревича Алексея», и публично признала его братом. Также, ещё до замужества с Манаханом, в августе 1968 года Андерсон встречалась с Матрёной Распутиной. Журналистке Пэтти Бархэм, которая сопровождала Распутину, последняя, пообщавшись с Андерсон, сказала, что Андерсон вспомнила очень много эпизодов, о которых сама Распутина давно забыла, и что её манеры соответствовали «царственным манерам» Романовых. Впрочем, после того, как Андерсон отказалась поехать с Распутиной в Лос-Анджелес, чтобы громко заявить там о себе, Распутина тут же заявила, что Андерсон самозванка.
В 1979 году в связи с непроходимостью тонкого кишечника она перенесла операцию в клинике Марты Джефферсон. Доктор Шрам, наблюдавший её в это время вспоминал, что «она постоянно оставалась замкнутой и нелюдимой, ни с кем не желала говорить и почти никогда не улыбалась. Она могла просидеть день напролёт, прижимая к носу платок, словно боялась неизвестной заразы».
В ноябре 1983 года её вновь поместили в психиатрическую лечебницу, откуда её похитил её муж, Джон Манахан. В течение трёх дней супруги скрывались от полиции и пытались добраться до Шарлоттсвиля, ночуя в крошечных гостиницах и обедая в ресторанах круглосуточного обслуживания. Но всё же беглецов настигли, и миссис Манахан снова оказалась на больничной койке.
Анна Андерсон скончалась 12 февраля 1984 года от воспаления лёгких — и в тот же день, согласно завещанию, её тело было кремировано, а пепел был похоронен в начале весны в часовне замка Зеон в Баварии.
На её могильной плите, в соответствии с завещанием, была сделана следующая надпись: «Анастасия Романова. Анна Андерсон».

## Политическая борьба вокруг личности Андерсон. Судебные разбирательства
В 1928 году, после переезда Анны Андерсон в Соединённые Штаты, в печати была опубликована так называемая «Романовская декларация», в которой оставшиеся в живых члены императорского дома решительно открещивались от родства с ней. Этот документ подписали среди прочих великая княгиня Ольга Александровна, великая княгиня Ксения Александровна, её дочь и шестеро сыновей, прусская принцесса Ирен, великий князь Дмитрий Павлович, великая княгиня Мария Павловна, родной брат Александры Федоровны герцог Гессенский Эрнст-Людвиг и две его сестры. Но этот документ не стал и не мог стать точкой в истории Анны Андерсон, так как из 44 здравствующих на тот момент Романовых его подписали только 12, ещё несколько человек добавили свои подписи позднее. Сторонники тождества Анны Андерсон и Анастасии обратили внимание, что документ был составлен буквально через сутки после смерти Марии Фёдоровны, забывая, впрочем, что вдовствующая императрица категорически не желала признать свою якобы «спасшуюся внучку». Было замечено также, что «Декларация» была опубликована в Гессен-Дармштадте, где правил один из самых ярых противников Анны — герцог Эрнст-Людвиг. Существует также мнение, что инициатором ожесточённой борьбы против «чудом спасшейся великой княжны» был великий князь Кирилл Владимирович, после смерти Николая II поспешивший объявить себя императором всероссийским Кириллом I и, конечно же, не слишком довольный появлению «соперницы». Существует мнение, что Кляйсты окончательно отказались от Андерсон именно под его влиянием.
Впрочем, круг сторонников Андерсон был также довольно велик. До конца жизни, несмотря на ссоры и непонимание, её признавала великой княжной Ксения Георгиевна, внучка Николая I. Стоит, впрочем, напомнить, что великая княгиня Ксения была младше Анастасии на два года, и в последний раз видела ту в 10-летнем возрасте.
Я сердцем чувствовала, что это она — писала великая княгиня Ксения. — Всё время, сколько я её знала, она была собой, и отнюдь не играла некую роль. Я совершенно уверена, что это действительно великая княжна Российская Анастасия.
В ответ на возражения Пьера Жильяра Ксения Георгиевна резко отвечала, что способна отличить «великую княжну от польской крестьянки». Того же мнения придерживалась и её сестра, великая княгиня Нина. Как и госпоже фон Ратлеф, ей бросались в глаза «аристократические манеры» Андерсон и её видимое умение пусть не говорить по-русски, но, по крайней мере, понимать русский язык. Последний факт, однако, спустя годы подвергся сильному сомнению — сын Нины князь Давид Павлович в 1973 году, при содействии юриста Брайана Хорэна, который оказался под сильным впечатлением от дела Андерсон, добился встречи с самой Андерсон. Поскольку он постоянно слышал от матери и тётки, как однажды в их присутствии Андерсон якобы заговорила на русском языке, то, стараясь говорить как можно медленнее, по-русски спросил Андерсон, помнит ли она об этом. Андерсон ему не ответила и Хорэн с князем сошлись во мнении, что она даже ни слова не поняла, о чём последний её спросил.
Великий князь Андрей Владимирович, внук Александра II, впервые встретившийся с Андерсон в 1928 году, незадолго до её отъезда в США также был настроен весьма категорично: "Нет сомнений, это — Анастасия".
Однако же, самыми ярыми сторонниками «спасшейся княжны» стали Татьяна и Глеб Боткины, дети последнего лейб-медика двора, убитого вместе с царской семьёй. Глеб и Татьяна провели детство в Царском Селе и хорошо знали дочерей Николая II, с которыми часто играли вместе. Глеб позже рассказывал, как однажды рисовал смешных зверей, пытаясь развлечь маленькую Анастасию, которая была в тот день чем-то расстроена, и как при встрече Анна Андерсон немедля осведомилась, помнит ли он, как развлекал её, рисуя смешных зверей.
Противники Анны Андерсон, в свою очередь, объявили Глеба Боткина хитрым и беспринципным человеком, исподволь руководившим психически больной женщиной, направлявшим, а то и прямо диктовавшим её «воспоминания» в надежде прибрать к рукам заграничное имущество Романовых. С другой стороны, биограф Анны Андерсон Питер Курц считает, что Боткин был искренне убеждён, что перед ним спасшаяся великая княжна, и, соответственно, прилагал все усилия, чтобы ей помочь.
Действительно, Глеб Боткин сыграл одну из ключевых ролей в так называемом «процессе Анны Андерсон против Романовых». Этот процесс открылся в 1938 году с официальной целью признания Андерсон великой княжной и, соответственно, наследницей всего заграничного имущества императорского дома.
Слухи об этом имуществе начали ходить практически со времени российской революции и бегства уцелевших Романовых за рубеж, затихнув на какое-то время, они вновь оживились с появлением Анны Андерсон, причём сумма «золотого вклада» постоянно увеличивалась, достигнув наконец фантастической цифры в 80 млн долларов.
Вскоре после того, как г-жа Андерсон появилась в Берлине в 1920 году, в обществе стали распространяться самые невероятные слухи о якобы «огромном [царском] состоянии». Мне называли совершенно астрономические цифры. Всё это было фантастично и на редкость вульгарно — неужели моя мать приняла бы пенсию от короля Георга V, обладай она собственным имуществом в английских банках? Это не имело бы никакого смысла.
Действительно, уже современные исследования подтвердили, что легенды о так называемом «царском золоте» совершенно не имели под собой основания. Сделанные Николаем II зарубежные вклады на четырёх дочерей (вклады ОТМА) не превышали 250 тысяч долларов; собственно императорские вклады, составлявшие более значительную сумму, по свидетельству барона Штакельберга, сына генерала Мосолова, начальника собственной Его Величества канцелярии, в начале Первой мировой по приказу царя вернулись в Россию и были истрачены на военные расходы, оставшиеся небольшие суммы превратила в ничто послевоенная инфляция. Остаток составлял около 100 тысяч долларов, на эти деньги предъявляли права оставшиеся в живых Романовы.
Конечно же, доводы, подобные этому, не могли убедить сторонников Андерсон. В 1928 году в США была организована акционерная компания Гранданор (от «Grand Duchess Anastasia of Russia» — то есть «Российская великая княжна Анастасия»). Руководил ею специально нанятый Глебом Боткиным адвокат Эдвард Фэллоуз. По воспоминаниям последнего, сработаться с Андерсон было трудно, снова она проявила свой тяжёлый, неуживчивый характер, среди прочего обвиняя адвоката в том, что он не знает немецкого языка и потому не сможет защищать её интересы в европейских судах. На счета компании поступали пожертвования от организаций и частных лиц, пожелавших принять участие в дележе будущего состояния, в случае успеха им было обещано 10 % царского золота, что должно было составить 500 % чистой прибыли на каждый вклад. Фэллоуз рассчитывал на 25 % суммы, и ещё 10 должно было уйти на оплату судебных и его собственных издержек, которые он до того времени вынужден был оплачивать из собственного кармана. В итоге на момент своей смерти в 1940 году Фэллоуз был фактически полностью разорён.
Глеб Боткин в своем открытом письме к великой княгине Ксении Александровне, в частности перепечатанном газетой New York Post 29 октября 1928 года, прямо обвинял великую княгиню в том, что используя информацию, предоставленную ей доверчивой Анной Андерсон, та мошенническими способами присвоила себе имущество бывшего царя и добилась интригами и подкупом того, чтобы быть официально объявленной единственной наследницей.
Факты таковы, — писал Боткин, — что существует крупное наследство покойного императора и его наследников, как в виде денег, так и недвижимости, включая суммы, принадлежащие лично великой княжне Анастасии Николаевне; всё это теперь по праву принадлежит великой княжне
Ввиду того, что европейские банки либо не подтверждали наличия вклада, либо категорически отказывались иметь дело с Анной Андерсон, в 1938 году в Берлине от её имени был начат процесс, который должен был официально подтвердить её тождество с великой княжной Анастасией и её право единолично распоряжаться царским имуществом. Судебный процесс Анна Андерсон против Романовых тянулся до 1977 года, точнее, речь идёт о череде судебных процессов: не будучи удовлетворена результатами первого, закончившегося в 1961 году в Гамбурге, Андерсон потребовала новых разбирательств. Таким образом, процесс Андерсон, тянувшийся без малого 39 лет, стал одним из самых длинных в XX веке.
Результат процесса оказался патовым: суд счёл недостаточными имеющиеся доказательства её родства с Романовыми, хотя и оппонентам не удалось доказать, что Андерсон в действительности не является Анастасией.
В самом начале процесса в нём наотрез отказался участвовать великий князь Андрей Владимирович, бывший до того убежденным сторонником Андерсон. «Он сам понимает, что натворил? — писал Андрей Владимирович Татьяне Боткиной, имея в виду её брата Глеба. — Он разрушил всё до основания…» Сама Татьяна поясняла отказ великого князя выступить на стороне своей бывшей протеже следующим образом: «Великому князю стало казаться, что процесс всё больше приобретает черты низкопробной борьбы за царское золото… Это глубоко уязвило его, великий князь решительно не желал, чтобы его вмешивали во что-либо подобное…»
Среди свидетелей со стороны истицы в этом процессе выступил и Франц Свобода, тот самый австрийский военнопленный, который в 1918 году жил в Екатеринбурге недалеко от Ипатьевского дома и уверял, что ему довелось собственными глазами наблюдать финал трагедии и в конечном итоге принять участие в спасении великой княжны. Это свидетельство резко опровергал Томас Хильдебранд Престон, бывший в указанное время генеральным консулом Великобритании в Екатеринбурге.
Что касается этого человека, Франца Свободы, уверявшего, что сумел спасти из Ипатьевского дома великую княжну Анастасию, раненую, но ещё живую и доставить её на тележке в дом своего друга, жившего по соседству — его свидетельство было признано одним из важнейших. Но я приведу следующие соображения, доказывающие, что его слова не имеют ничего общего с действительностью: первое — ради чего австрийский военнопленный решил бы поставить на карту собственную жизнь ради спасения императора вражеской страны? Во-вторых, Свобода рассказывает сказку о некоем «Х.», чьё имя якобы не может назвать, потому что этот человек всё ещё находится и кто, судя по его намёкам, был чекистским уполномоченным. Этот человек якобы помог ему установить связь с пленным императором и начать вместе с ним разрабатывать план освобождения. В обстановке террора, царившей в Екатеринбурге в тот момент, при слепой и фанатичной ненависти к Романовым, которой отличались чекисты (…) предательство со стороны одного из них (то есть, искомого Х.) представляется невероятным. Более того, будучи Британским консулом, я был хорошо осведомлён о том, что происходило <в городе>, и какие-то сведения о попытках Свободы, будь они предприняты на самом деле, почти наверняка дошли бы до моих ушей.
Мнения экспертов оставались противоречивыми. С одной стороны, Анна Андерсон не сумела внятно опознать никого из представленных ей людей, знакомых великой княжне. Секретарь суда, говоривший по-русски, свидетельствовал, что она не способна объясняться на этом языке. Также истица не сумела вспомнить о семье Романовых и о жизни в Царском Селе ничего, что не описывалось бы в газетах того времени. Также Анна Андерсон по известным одной ей причинам отказалась от медицинской экспертизы. С другой стороны, доктор Райхе, эксперт-антрополог, исследовавший фотографии Анны Андерсон и великой княжны (для этого он даже провёл фотосессию с Андерсон, где снял её с тех же ракурсов и при таких же точках освещения), объявил во всеуслышание, что «речь идёт об одной и той же личности, или о её идеальном близнеце». Независимый эксперт-графолог, выступавший в суде на стороне истицы, также объявил, что почерк Анны Андерсон соответствует почерку Анастасии Николаевны. Гамбургский суд в 1961 году отверг оба результата, так как было выражено сомнение в точности методик, избранных для исследования. Известно также, что Анна Андерсон прилагала усилия, чтобы раздобыть отпечатки пальцев Анастасии Николаевны, и эта попытка завершилась неудачей.
В 1977 году ещё один эксперт-антрополог доктор Фуртмайр якобы нашёл сходство между ушными раковинами претендентки и подлинной великой княжны, но к этому времени Андерсон была практически невменяема и уже не могла воспользоваться новыми результатами, свидетельствовавшими в её пользу.
Великая княгиня Ольга Александровна относительно происходящего писала:
Вся эта история была шита белыми нитками, я убедилась в этом с самого начала и сейчас остаюсь при своём мнении. Просто подумайте — почему эти мифические спасители никогда и никому не дали о себе знать? Если бы дочери Ники действительно удалось остаться в живых, эти спасители должны были понимать, что это будет значить для них. Все королевские дома Европы без исключения осыпали бы их милостями. Да что там говорить, я просто уверена, чтобы их вознаградить, моя мать без колебаний опустошила бы свою шкатулку с драгоценностями. Во всей этой истории нет ни слова правды с начала и до конца.
Вместе с тем, относительно великой княгини Ольги Александровны выяснилось, что она была близкой знакомой сэра Эдварда Пикока, директора Банка Англии на протяжении более чем двадцати лет. Как пишет исследователь Роберт Масси в своей книге «Николай и Александра», король Англии Георг V лично уполномочил его как директора Госбанка Англии быть финансовым советником Ольги Александровны. Известно, что до революции Николай II хранил большие суммы денег прежде всего в Государственном банке Англии и в других банках мира. В 1917 году Временное правительство, возглавляемое Александром Керенским, приблизительно оценило заграничные вклады царя в четырнадцать миллионов рублей, а граф Бенкендорф в своих мемуарах «Последние дни в Царском Селе» писал, что на момент революции каждый из детей Николая II имел состояние, оценивавшееся в «несколько миллионов» рублей «за границей и в Государственном банке». В случае, если бы было доказано, что все прямые наследники Николая II погибли, именно его сёстры Ольга Александровна и Ксения Александровна, которые и были самыми ярыми противницами того, что «Анна Андерсон» — это Анастасия, стали бы наследницами несметного состояния.

## Проблема идентификации личности Анны Андерсон
Главным доказательством, свидетельствующим в пользу идентичности личностей Андерсон и Анастасии, является наличие у обеих характерного искривления больших пальцев ног, достаточно редко встречающегося у молодых женщин. Некоторые люди, хорошо знавшие членов семьи Романовых (в частности, няня императорских детей Александра Жильяр и дети лейб-медика двора Евгения Боткина, расстрелянного вместе с царской семьёй, Татьяна и Глеб Боткины), находили в Андерсон и другие черты сходства с Анастасией.
Одним из главных аргументов против того, что Андерсон являлась Анастасией, был её категорический отказ говорить по-русски. Многие очевидцы также утверждали, что она вообще очень плохо понимала, когда к ней обращались на этом языке. Сама она, однако, мотивировала нежелание разговаривать на русском шоком, пережитым во время нахождения под арестом, когда охранники запрещали членам семьи императора общаться между собой на любых других языках, поскольку не могли в этом случае их понимать. В то же время Андерсон великолепно говорила на немецком (которого Анастасия при жизни почти не знала) и, предположительно, неплохо говорила по-польски — всё это очень соответствовало образу Франциски Шанцковской, чья семья была из немецких кашубов. Кроме того, Андерсон демонстрировала почти полное незнание православных обычаев и обрядов.
Противоречивыми являются и свидетельства о знакомстве Андерсон с жизнью царской семьи. Ряд знавших её людей утверждали, что ей были известны многие факты, о которых могла знать только настоящая Анастасия. Другие отрицали это, заявляя, что Андерсон ни разу не демонстрировала знания чего-либо, о чём не могла бы прочитать в прессе и литературе, либо узнать со слов русских эмигрантов, с которыми она много общалась в Берлине.
Неоднократно предпринимались попытки установить личность Андерсон с использованием научных методов: сравнение формы ушных раковин Андерсон и Анастасии и почерковедческая экспертиза дали положительные результаты. Однако итоги всех этих исследований подвергаются сомнению, поскольку использовавшиеся при их выполнении методики не отличались высокой точностью.
В 1991 году были обнаружены и эксгумированы останки царской семьи, после чего российскими и американскими специалистами было проведено сравнение митохондриальной ДНК останков с образцами, взятыми у принца Филиппа, герцога Эдинбургского, чья бабушка по матери принцесса Виктория Гессен-Дармштадтская была сестрой императрицы Александры Федоровны. Совпадение ДНК помогло опознать Александру Федоровну и трёх её дочерей, однако два тела — цесаревича Алексея и Великой Княжны Анастасии Николаевны (по версии российских исследователей — Великой Княжны Марии Николаевны) отсутствовали в общей могиле, что немедленно породило новую волну слухов о «чудесном спасении».
Позднее в госпитале Марты Джефферсон (Шарлоттсвилль, штат Виргиния) были найдены образцы тканей Анны Андерсон, взятые при её жизни для медицинских анализов. По предложению Марины Боткиной-Швейцер, дочери Глеба Боткина, ДНК из этих образцов также сравнили с ДНК принца Филиппа и останков императорской семьи. В результате было доказано, что между ними нет ничего общего. На итоговой пресс-конференции доктор Питер Гилл заявил: «Если принять, что этот образец принадлежит Анне Андерсон, то совершенно невозможно, чтобы она была Анастасией». В довершение к этому, образец ДНК был взят у Карла Маухера, внучатого племянника Франциски Шанцковской, и он полностью совпал с ДНК из тканей Андерсон, что возможно лишь у прямых родственников.
Совпадение стопроцентное и окончательное — резюмировал доктор Гилл. — Что заставляет в свою очередь предположить, что Карл Маухер и Анна Андерсон происходили из одной семьи.
Аналогичный результат дало исследование ДНК пряди волос, обнаруженных в книге, некогда принадлежавшей Джеку Манахану (мужу Анны), в конверте, подписанном «Волосы Анны». ДНК из волос также не совпало с ДНК принца Филиппа и царской семьи.
В августе 2007 года около Екатеринбурга были обнаружены останки, предположительно принадлежащие цесаревичу Алексею и Великой Княжне Марии Николаевне. В 2008 году российские эксперты заявили, что тесты ДНК, проведённые в Екатеринбурге и Москве, подтвердили первоначальные предположения, однако для окончательной уверенности необходимо подтверждение результатов тестов зарубежными специалистами. 1 мая 2008 года информационные агентства Великобритании и США подтвердили первоначальный вывод о том, что найденные останки принадлежат цесаревичу Алексею и его сестре Марии. Таким образом, «недостающих» среди членов царской семьи не найдено.
Окончательный результат опубликован основными информационными агентствами мира 16 июля 2008 года. Перекрёстная проверка подтвердила первоначальные выводы. Однако, группа известных генетиков (принимавших участие во всех этих ДНК-тестах) во главе с М. Коблом (Dr. Michael D. Coble) в результирующей статье в 2009 году пишут (раздел «Обсуждение»):

Следует отметить, что получившие широкую огласку прения о том, останки Марии или Анастасии найдены во втором захоронении, не могут быть урегулированы на основе результатов проведенного ДНК-анализа. В отсутствие спецификации данных ДНК каждой из сестер мы можем окончательно идентифицировать только Алексея — только сына Николая и Александры.
Впрочем, сторонники Анны Андерсон не собираются сдавать своих позиций. Для того, чтобы оспорить результаты генетических экспертиз, используются следующие доводы:
- Легенда о том, что в Ипатьевском доме были расстреляны некие двойники Романовых[57]. Однако же, трудно поверить, что ДНК мифических двойников оказалась бы идентичной биологическому материалу принца Филиппа.
- Довольно похожая на неё легенда о том, что Анастасию ещё до революции подменила Франциска Шанцковска, а Алексея — некий поварёнок Седнев[58]. Опять же, входит в противоречие с результатами ДНК-анализа останков, найденных в Ганиной яме.
- Некие политические мотивы, заставившие экспертов выдать ложное заключение[59]. Стоит напомнить, что экспертиза проводилась в Великобритании и США, специально для максимального обеспечения подлинности результата.
- Подмена генетического материала для экспертизы[60]. Никаких внятных доказательств для такого заключения представлено никогда не было.
- Предположение, что биологическим отцом Анастасии мог быть вовсе не царь Николай II[61]. Версия опровергается тем, что за основу анализа бралась митохондриальная ДНК, передающаяся строго по женской линии.
- Искривление большого пальца ноги (hallux valgus) является более точным и посему предпочтительным перед ДНК-анализом[62]. Наука придерживается противоположного мнения.

В 2014 году под руководством академика РАН Вениамина Алексеева была опубликована книга «Кто Вы, госпожа Чайковская?», в которой, на основании изучения многих документальных материалов и архивов, в том числе впервые изученного архива великого князя Андрея Владимировича, академик и его сотрудники пришли к выводам о том, что Анна Андерсон действительно могла быть Анастасией Романовой, и что судьба других дочерей царской семьи и императрицы Александры Федоровны на сей день не может считаться точно установленной.

## Анна Андерсон в культуре
В 1928 году на экраны вышел первый фильм-мелодрама, рассказывающий о жизненном пути Анны Андерсон. Это была немая лента под названием «Одежда создаёт женщину». Режиссёром выступил Тони Террис, в главной роли снялась Эва Сатерн. Автор весьма вольно обошёлся с фактами: по его версии незнакомка, покоряющая своей красотой и талантом Голливуд, оказывается, конечно же, Анастасией Романовой; в неё влюбляется режиссёр, который задумывает фильм о её жизни и трагедии её семьи. Но в результате нового несчастного случая, Анастасия вновь исчезает, её следы утеряны навсегда.
Ещё одна киноверсия истории Анны Андерсон, фильм «Анастасия», вышла на экраны в 1956 году и была экранизацией одноимённой французской пьесы Марселя Морта. В главной роли снялась Ингрид Бергман, в роли полковника Бунина, опекающего великую княжну, в результате потрясения потерявшую память, — Юл Бриннер. Фильм поставлен по всем канонам приключенческого жанра, в его основе лежит никогда не происходившая на самом деле встреча «Анастасии» («Анны Корефф») с Марией Фёдоровной, узнавание, обручение с принцем, и конечно же, счастливый конец. В тот же год в ФРГ был выпущен другой кинофильм «Анастасия, последняя дочь царя», рассказывающий прямо историю Андерсон без выдумок и без вымышленных персонажей с того момента, как её вытащили из воды. Повествование заканчивается на том месте, где Андерсон, уже окончательно психически нестабильная, живёт в Бад-Либенцелль (где она в реальности жила на момент выхода фильма) и поэтому, соответственно, оставляет вопрос о царском происхождении Андерсон открытым. Главную роль исполнила Лилли Палмер.
Телекомпания NBC выпустила одну из наиболее известных версий киноповести об Анне Андерсон, названную «Анастасия: Загадка Анны» (1986). Фильм получил две второстепенные премии «Эмми» (музыка и дизайн костюмов), а также две премии «Золотой глобус» (за мужскую и женскую роли второго плана в мини-сериале или телефильме). Эми Ирвинг, снявшаяся в роли Анастасии, была номинирована на премию «Золотой глобус» за лучшую женскую роль в мини-сериале или телефильме. Эта версия ближе всего к реальным событиям, исключая никогда не существовавшую любовь к принцу Эрику и твёрдую уверенность, которую пытаются внушить зрителю, в том, что Анна Андерсон действительно была Анастасией, отвергнутой родственниками из меркантильных и политических соображений. В основу сценария легла биография Анны Андерсон, написанная её сторонником Петером Куртом.
Известная писательница Татьяна Толстая написала эссе «Анастасия, или Жизнь после смерти» (1998), которое представляет собой беллетризированное жизнеописание Анны Андерсон.
Певец Кевин Херн, участник группы «BhL», написал песню «Анна, Анастасия», которая вошла в его сольный альбом H-Wing. Ещё одну песню «Да, Анастасия» из альбома Under the Pink посвятила ей Тори Амос.
В 2006 году Диана Норман, пишущая под псевдонимом Ариана Франклин, выпустила роман «Город теней». В основе его лежит пребывание Анны Андерсон в Берлине и красочные догадки о том, что могло произойти с подлинной великой княжной.